# Springs
Springs este un oraș din provincia Gauteng, Africa de Sud.